# ایوونگو
ایوونگو (به لاتین: Ivongo) یک منطقهٔ مسکونی در ماداگاسکار است که در ایوهیبه (بخش) واقع شده‌است.
 ایوونگو  ۵٬۰۰۰ نفر جمعیت دارد و ۵۹۹ متر بالاتر از سطح دریا واقع شده‌است.